# Piotr Dmochowski (duchowny)
Piotr Julian Dmochowski (ur. 21 lutego 1865 we wsi Rosochate Kościelne, zm. 18 lutego 1941 w Soldau (KL)) – polski duchowny katolicki, profesor filozofii w seminarium płockim i kanonik kapituły katedralnej płockiej, ofiara zbrodni hitlerowskiej.

## Życiorys
Pochodził ze średnio zamożnej rodziny szlacheckiej, miał ośmioro rodzeństwa. W rodzinnej wsi ukończył szkołę powszechną, edukację kontynuował w gimnazjum w Łomży, następnie wstąpił do Seminarium Duchownego w Płocku. Jako wyróżniający się student, wspólnie z klerykiem Piotrem Bornińskim (późniejszym rektorem płockiego seminarium), wysłany został do Akademii Duchownej w Petersburgu. Studia w Petersburgu utrudniała mu choroba, ale uzyskał stopień kandydata teologii. Po powrocie do Płocka 1 maja 1889 został wyświęcony na kapłana.
Przez dziesięć lat pozostawał związany z seminarium w charakterze profesora filozofii, następnie pełnił jeszcze funkcję ojca duchownego kleryków. W 1903 powołany został na kanonika kapituły katedralnej. Ciągle problemy ze zdrowiem skłoniły go do wystąpienia do biskupa o zwolnienie z obowiązków seminaryjnych i przydzielenie placówki duszpasterskiej. W efekcie w 1902 został administratorem parafii Czarne. W 1904 objął probostwo w Szreńsku, skąd po roku przeniósł się do Broku. W styczniu 1911 został proboszczem w Nasielsku, a w 1915 dodatkowo mianowano go dziekanem. W 1920 przeżył uprowadzenie z Nasielska przez cofające się spod Warszawy wojska rosyjskie; wspólnie ze swoimi wikariuszami Dominikiem Wilczyńskim i Władysławem Turowskim trafił do Białegostoku, skąd wszystkim trzem księżom udało się zbiec w trakcie ofensywy wojsk polskich.
Po powrocie z niewoli radzieckiej, wyczerpany nerwowo, przeniesiony został do parafii Poręba. W 1926 przeniósł się do Płocka, gdzie w 1927 w kapitule katedralnej otrzymał godność prałata archidiakona. Wykonywał też obowiązki kustosza archiwum kurialnego oraz spowiednika sióstr pasjonistek. 17 lutego 1941 został aresztowany przez Niemców i w brutalny sposób przetransportowany do niemieckiego obozu koncentracyjnego Soldau (KL) w Działdowie; następnego dnia został zamordowany śmiertelnym zastrzykiem.